# ブラジルヤシ

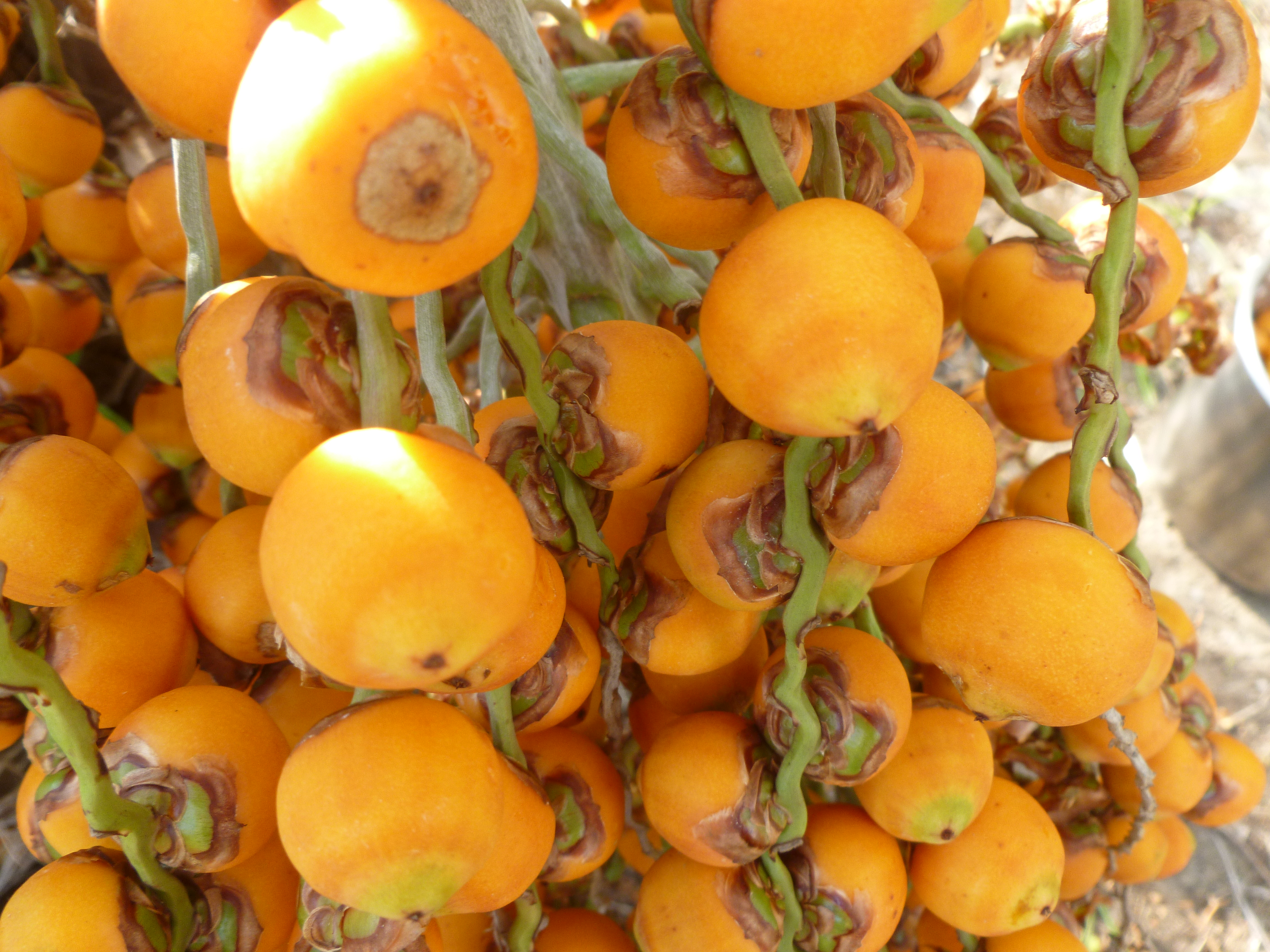
熟した果実

ブラジルヤシ(Butia capitata)は、ブラジルのミナスジェライス州やゴイアス州が原産のブラジルヤシ属のヤシである。ミナスジェライス州北部では、coquinho-azedoやbutiáとして知られる。高さは8mに達し、大きいものでは10mになるものもある。羽状の葉は太い幹に向かって、内側に湾曲している。
Butia capitataとして世界中で栽培されている品種は、実はほとんどがB. odorataである。本物のブラジルヤシは、耐寒性がなく、広く栽培はできない。
ミナスジェライス州では、5月から7月に花が咲き、11月から2月に果実が実る。熟した果実は、大きなサクランボ程の大きさであり、色は黄色から橙色であるが、先端に向かって赤みがかることもある。

## 分類
この分類群は、1826年にカール・フリードリヒ・フィリップ・フォン・マルティウスによりHistoria Naturalis PalmarumにCocos capitataとして初めて記載された。彼は、自身がミナスジェライス州のサント・アントニオ山脈近くの山地の草原で描いたスケッチと収集した標本から記載を行った。
1970年、シドニー・フレデリック・グラスマンがブラジルヤシ属の他の全ての種とともに本種をヒメヤシ属に移したが、1979年に自身で元に戻した。

## 利用
現地では、11月から2月頃に、自然に生えている木から果実を収穫し、ジュース、リキュール、マーマレードやアイスクリームに加工する。果皮は橙色であるが、赤色のこともある。果肉は明るい橙色で、香りが強く、油分と繊維が多い。加工のために果肉を凍らせることができる。ミナスジェライス州北部では、ブラジルヤシのジュースが公立学校のランチでも提供されている。
果実から得られる油は、ココヤシのヤシ油と似ている。

## 栄養価
果肉には、他の果実と比べて、β-カロテンとプロビタミンAの含量が多い。全米医学アカデミーによると、100gの果肉を含むジュースで、8歳以下の子供が1日に必要なビタミンAの40%を得ることができる。